# Liste der Biografien/Osi
Liste der Biografien |
Portal Biografien |
Personensuche
# |
A |
B |
C |
D |
E |
F |
G |
H |
I |
J |
K |
L |
M |
N |
O |
P |
Q |
R |
S |
T |
U |
V |
W |
X |
Y |
Z |
?
 
Oa |
Ob |
Oc |
Od |
Oe |
Of |
Og |
Oh |
Oi |
Oj |
Ok |
Ol |
Om |
On |
Oo |
Op |
Oq |
Or |
Os |
Ot |
Ou |
Ov |
Ow |
Ox |
Oy |
Oz
 
Osa |
Osb |
Osc |
Osd |
Ose |
Osg |
Osh |
Osi |
Osk |
Osl |
Osm |
Osn |
Oso |
Osp |
Osr |
Oss |
Ost |
Osu |
Osv |
Osw |
Osy |
Osz
Die Liste der Biografien führt alle Personen auf, die in der deutschsprachigen Wikipedia einen Artikel haben. Dieses ist eine Teilliste mit 69 Einträgen von Personen, deren Namen mit den Buchstaben „Osi“ beginnt.

## Osi
- Ösi Bua (* 1989), österreichischer Rapper

### Osia
- Osial, Wojciech Tomasz (* 1970), polnischer römisch-katholischer Geistlicher, Bischof von Łowicz
- Osiander, Andreas († 1552), deutscher Theologe und ReformatorAndreas Osiander († 1552)

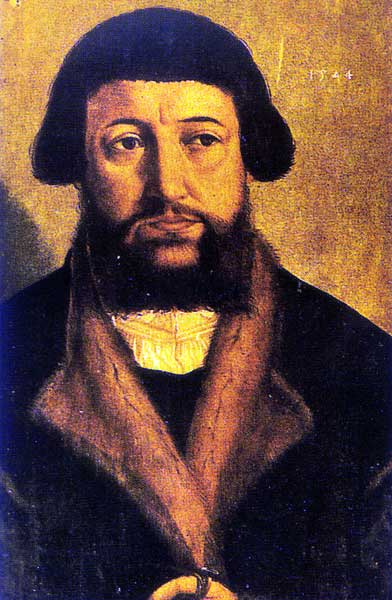
Andreas Osiander († 1552)

- Osiander, Andreas der Jüngere (1562–1617), deutscher lutherischer Theologe
- Osiander, Christian Friedrich (1789–1839), deutscher Buchhändler
- Osiander, Christian Nathanael von (1781–1855), deutscher Theologe
- Osiander, Ernst (1829–1864), deutscher lutherischer Geistlicher und Orientalist
- Osiander, Friedrich Benjamin (1759–1822), deutscher Arzt für Geburtshilfe
- Osiander, Gottlieb Ulrich (1786–1827), deutscher lutherischer Theologe
- Osiander, Heinrich Friedrich (1782–1846), deutscher Nationalökonom und Finanzwissenschaftler
- Osiander, Johann (1564–1626), deutscher evangelischer Theologe
- Osiander, Johann (1657–1724), deutscher Philologe, Diplomat und lutherischer Theologe
- Osiander, Johann Adam (1622–1697), deutscher lutherischer Theologe
- Osiander, Johann Adam (1659–1708), deutscher Mediziner und Physiker
- Osiander, Johann Adam (1701–1756), deutscher evangelischer Theologe und Philologe
- Osiander, Johann Eberhard (1750–1800), deutscher evangelischer Theologe
- Osiander, Johann Ernst (1792–1870), deutscher evangelischer Theologe
- Osiander, Johann Friedrich (1787–1855), deutscher Gynäkologe und Urologe
- Osiander, Johann Rudolf (1717–1801), deutscher evangelischer Theologe
- Osiander, Johann Rudolph (1689–1725), deutscher evangelischer Theologe
- Osiander, Joseph (1589–1635), deutscher evangelischer Theologe
- Osiander, Lothar (* 1939), US-amerikanischer Fußballtrainer
- Osiander, Lucas der Ältere (1534–1604), deutscher lutherischer Theologe
- Osiander, Lucas der Jüngere (1571–1638), deutscher Theologe
- Osiander, Philipp Gottlieb (1803–1876), deutscher Politiker und Oberamtmann
- Osiander, Wilhelm (1903–1945), deutscher Diplomlandwirt und SS-Sturmbannführer
- Osias, Camilo (1889–1976), philippinischer Politiker und Schriftsteller
- Osias, Saul (1900–1984), rumänischer Anarchist und kommunistischer Revolutionär
- Osiatyński, Jerzy (1941–2022), polnischer Politiker, Mitglied des Sejm
- Osiatyński, Wiktor (1945–2017), polnischer Rechtswissenschaftler, Soziologe und Bürgerrechtler

### Osie
- Osiecimski-Czapski, Andrzej (1899–1976), polnischer Ruderer
- Osieck, Holger (* 1948), deutscher Fußballtrainer und -funktionärHolger Osieck (* 1948)

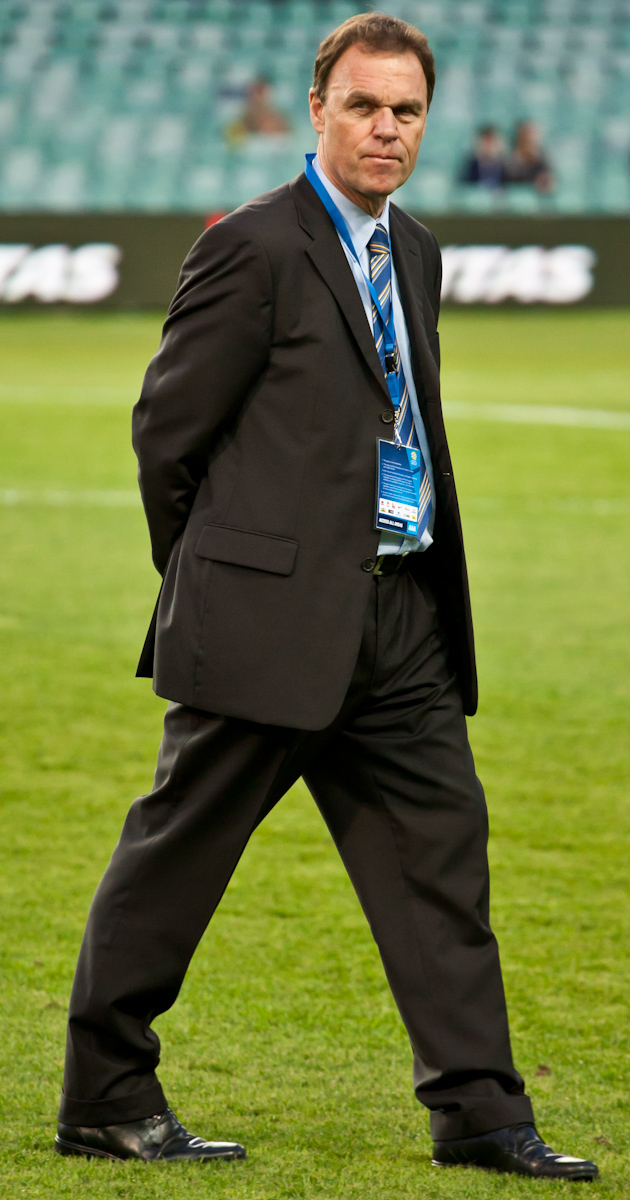
Holger Osieck (* 1948)

- Osiecka, Agnieszka (1936–1997), polnische Schriftstellerin, Dichterin und Songtexterin
- Osiecki, Sandy (* 1960), US-amerikanischer Footballspieler
- Osier, Faith (* 1972), kenianische Medizinerin, Immunologin und Lehrstuhlinhaberin

### Osif
- Osifuye, Olumuyiwa Olamide (* 1960), nigerianischer Fotograf

### Osig
- Osigus, Josefine (* 2004), deutsche Fußballspielerin
- Osigus, Wiebke (* 1981), deutsche Politikerin (SPD), MdL
- Osigwe, Sebastian (* 1994), nigerianisch-schweizerischer Fussballtorhüter

### Osii
- Osiier, Ellen (1890–1962), dänische Fechterin
- Osiier, Ivan (1888–1965), dänischer Fechter

### Osil
- Osilike, Micah, nigerianischer Mathematiker und Hochschullehrer

### Osim
- Osim, Amar (* 1967), bosnischer Fußballspieler und -trainer
- Osim, Ivica (1941–2022), jugoslawischer Fußballspieler und -trainer
- Osimhen, Victor (* 1998), nigerianischer FußballspielerVictor Osimhen (* 1998)

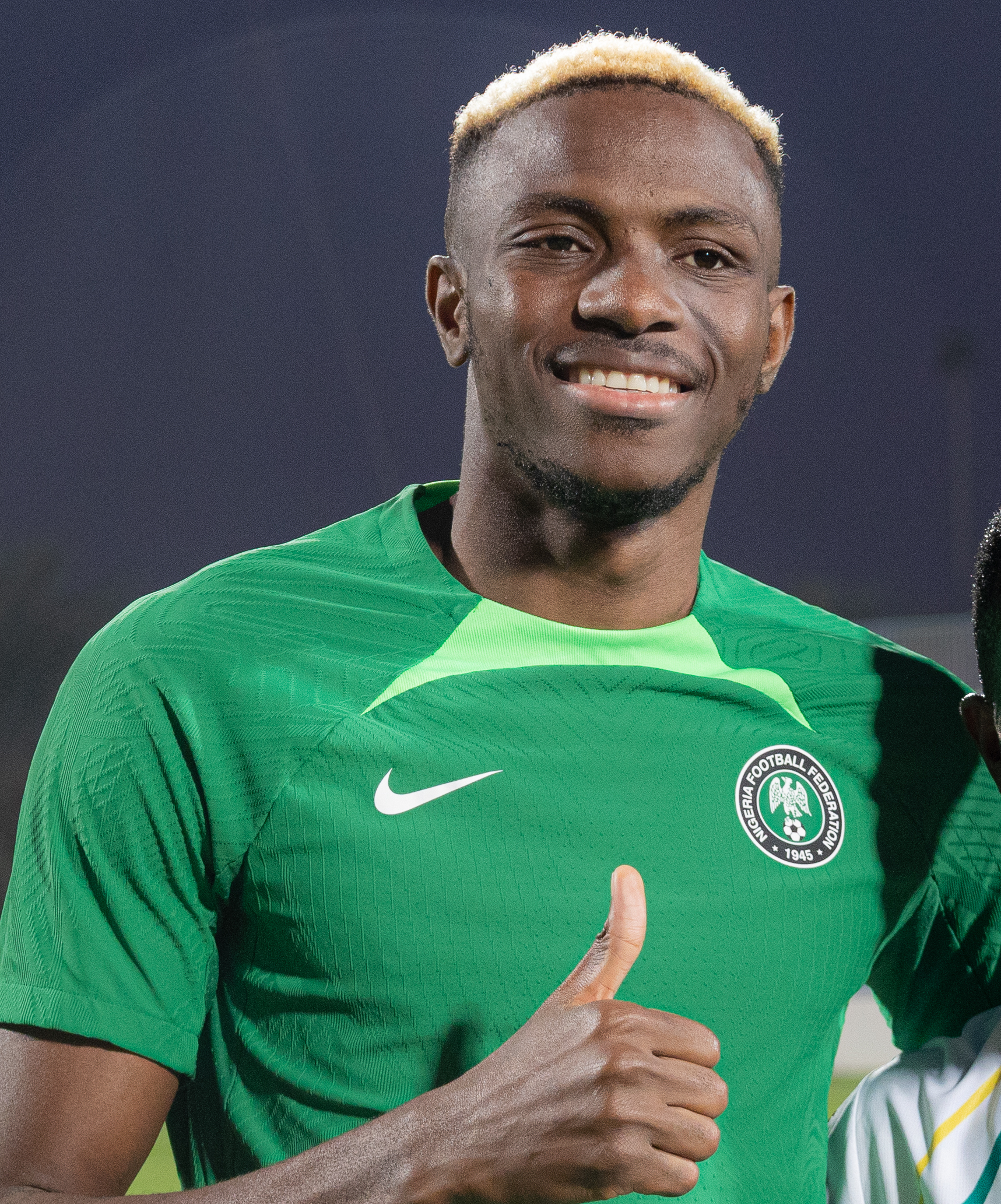
Victor Osimhen (* 1998)

### Osin
- Osin, Roman (* 1961), britisch-deutsch-nigerianischer Kameramann
- Osinbajo, Yemi (* 1957), nigerianischer Anwalt, Rechtswissenschaftler und Politiker
- Osinde, Ken (1962–2021), kenianischer Diplomat
- Osinga, Hinke (* 1969), niederländische Mathematikerin
- Osinger, Rainer M. (* 1970), österreichischer Illustrator, Maler, Grafiker, Karikaturist und Kinderbuchautor
- Osińska, Ewa (* 1941), polnische klassische Pianistin
- Osiński, Antoni, Lemberger Bildhauer des Rokoko
- Osiński, Marcin (* 1983), polnischer Radrennfahrer
- Osinski, Maximilian (* 1984), US-amerikanischer Schauspieler
- Osiński, Piotr (* 1986), polnischer Straßenradrennfahrer

### Osio
- Osio, Bernardino (* 1934), italienischer Diplomat

### Osip
- Osipenko-Radomska, Inna (* 1982), ukrainisch-aserbaidschanische Kanutin
- Osipjan, Lija Lewonowna (* 1930), armenische Botanikerin, Pflanzenphysiologin und Mykologin
- Osipova, Svetlana (* 2000), usbekische Taekwondoin
- Osipovitch, Alexander (* 1982), belarussischer Basketballspieler und -trainer
- Osipowich, Albina (1911–1964), US-amerikanische Schwimmerin

### Osir
- Osíris, Conan (* 1989), portugiesischer Sänger
- Osiris, YK (* 1998), amerikanischer Sänger und Rapper
- Osirnig, Elvira (1908–2000), Schweizer Skirennfahrerin

### Osis
- Osis, Guntis (* 1962), sowjetischer Bobsportler
- Osis, Kārlis (* 1900), lettischer Fußballspieler

### Osit
- Osite-Krüger, Dagnija (* 1946), lettisch-deutsche Filmregisseurin

### Osiu
- Osius, Hieronymus, deutscher neulateinischer Dichter, Literaturwissenschaftler und Rhetoriker
- Osius, Ted (* 1961), US-amerikanischer Diplomat